# Mateiaș Gâscarul (film din 1977)
Mateiaș Gâscarul (în maghiară Lúdas Matyi) este un film maghiar de animație din 1977. A fost regizat de Attila Dargay. Este bazat pe o poezie omonimă din  1804 de Mihály Fazekas.

## Distribuție
- András Kern - Mateiaș gâscarul
- Péter Geszti - tânărul Mateiaș gâscarul
- László Csákányi - Döbrögi
- Gábor Agárdi - Ispán
- Antal Farkas - Fõhajdú
- László Csurka - Hajdú I
- Gellért Raksányi - Hajdú II
- Sándor Suka - Puskatöltögetõ
- Hilda Gobbi - Biri néni
- László Inke - Gyógykovács
- Ferenc Zenthe - Öreg csikós
- János Garics - Csikós legény
- Károly Mécs - Narator